# 休恩灣

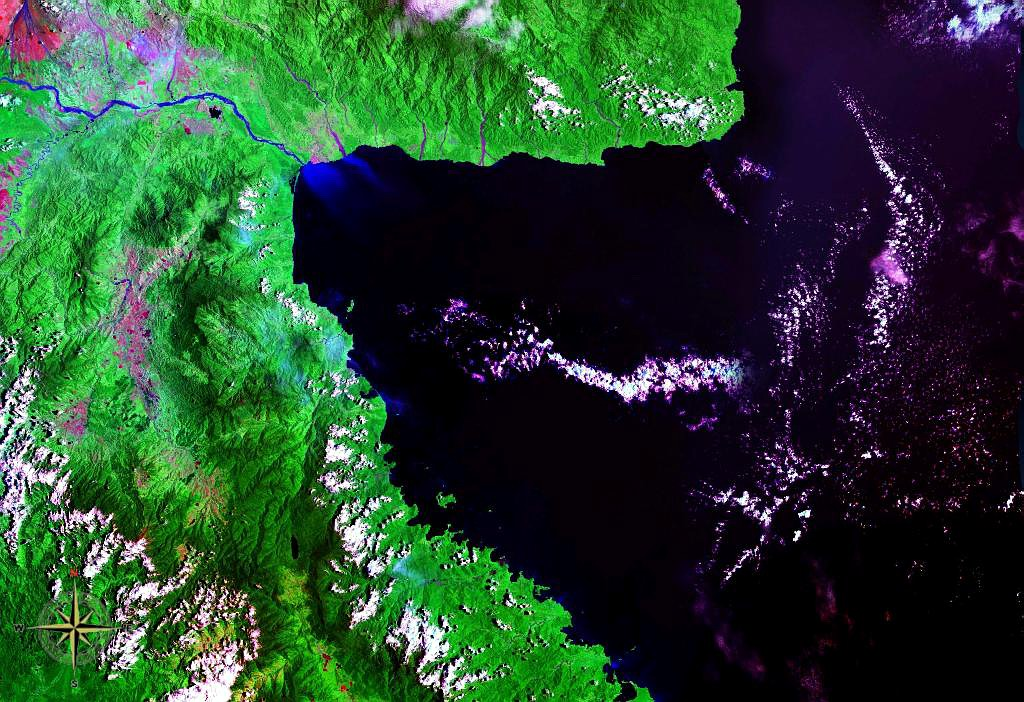
休恩灣衛星圖

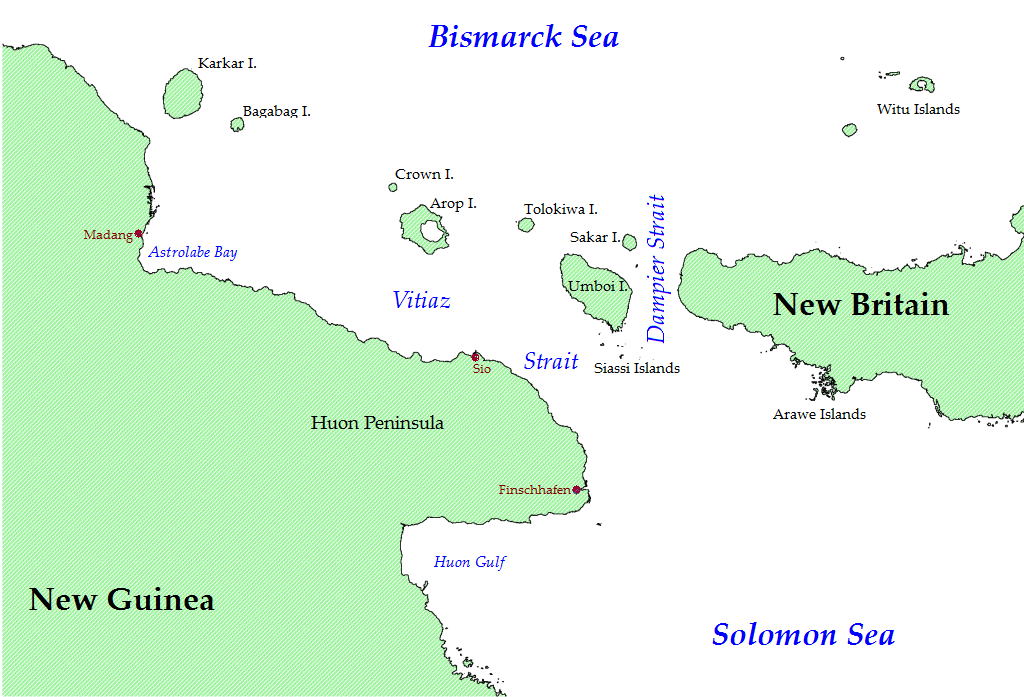
休恩灣位於圖中下方

休恩灣（Huon Gulf）是巴布亞新幾內亞莫雷貝省東部的海灣，屬於所羅門海的一部分，北面以休恩半島（Huon Peninsula）為界，長150公里、寬100公里，面積29,500平方公里。莫雷貝省省會萊城位於休恩灣北岸。